# سیحان (آدانا)
سیحان (به ترکی استانبولی: Seyhan) یک منطقهٔ مسکونی در ترکیه است که در سیحان واقع شده‌است.